# Bartolomeo Pacca
 Bartolomeo Pacca (Benevent, 23 de desembre de 1756 – Roma, 19 d'abril de 1844) va ser un cardenal italià, que serví com a pro Secretari d'Estat del 1808 al 1814.

## Biografia
Va néixer a Benevent, el 23 de desembre de 1756, fill d'Orazio Pacca, marquès de Matrice, i de Crispina Malaspina.
El papa Pius VII el va elevar al rang de cardenal al consistori del 23 de febrer de 1801.
Va ser Pro-secretari d'Estat entre el 1808 i el 1814.
Va ser reclòs per Napoleó Bonaparte a la fortalesa de Fenestrelle del 1809 al 1813.
En el conclave de 1829, el rei de França exercí contra el cardenal Pacca el dret de veto. En 1832, el cardenal. Paccava enviar una carta als tres pelegrins de la llibertat (és a dir, Lacordaire, Montalembert i Lamennais) per a dir que malgrat el seu nom i el de la publicació, "L'Avenir", no havia estat esmentat explícitament en l'encíclica Mirari vos, la intenció del papa Gregori XVI era condemnar la tesi que defensava la revista.
Va morir el 19 d'abril de 1844 a l'edat de 87 anys. Va ser enterrat a l'església de Santa Maria in Campitelli. A l'any següent va arribar a París els dos volums de les seves "Œuvres complètes".
Va participar en els conclaves de 1823, de 1829 i de 1830-31.